# دلار قدیمی تایوان
دلار قدیمی تایوان (به انگلیسی: Old Taiwan dollar) (به زبان بومی: 舊臺幣) یکای پول رایج در کشور تایوان بود. مسئولیت کنترل این یکای پول برعهدهٔ بانک تایوان قرار دارد.